# I’ll Be There
Az I’ll Be There Mariah Carey és Trey Lorenz amerikai énekesek kislemeze. Először Carey MTV Unplugged című EP-jén jelent meg. A dalt eredetileg a The Jackson 5 adta elő 1970-ben, és Carey régi kedvence volt. Ez az első olyan, kislemezen megjelent dala, mely feldolgozás, a korábbiaknak mind társszerzője volt. Lorenznek ez az első kislemeze.

## Felvétel
Az EP-t Carey sikeres koncertje után adták ki, melyen eredetileg csak saját számait tervezte előadni, de mikor megtudta, hogy rendszerint aki az MTV Unplugged keretében fellép, egy feldolgozást is előad, úgy döntött, inkább Vanishing című számának előadása helyett a The Jackson 5 sikeres számát dolgozza fel. Az I’ll Be There-t Trey Lorenzzel együtt adta elő duettként – Carey énekelte azokat a sorokat, melyeket eredetileg Michael Jackson, és Lorenz énekelte azokat, melyeket eredetileg Jermaine Jackson. Walter Afanasieff zongorázott hozzá.
A műsort 1992. március 16-án vették fel és május 20-án sugározták, nagy sikerrel. Carey lemezkiadója számos kérést kapott, hogy jelentessék meg kislemezen az I’ll Be There-t, bár ezt eredetileg nem tervezték. A kislemezre a dal egy rövidebb változata került fel, erről levágták Careynek a koncerten mondott szavait, mellyel bekonferálta a dalt. A kislemez amerikai változatára az Emotions albumról származó egyik dal, a So Blessed került fel, az Egyesült Királyságban megjelent változatra pedig a Vision of Love-nak az Unplugged koncerten előadott változata, valamint az If It’s Over és az All in Your Mind című számok albumváltozatai. A dal videóklipje koncertfelvételekből lett összeállítva, rendezője Larry Jordan volt.

## Fogadtatása
Az I’ll Be There lett Carey hatodik listavezető száma az USA Billboard Hot 100 slágerlistáján. Miután első öt kislemeze a lista első helyére került, a hatodik, a Can’t Let Go csak a másodikra, a nyolcadik, a Make It Happen pedig az ötödikre, a lemezkiadó már attól tartott, Carey karrierje hanyatlásnak indult, az I’ll Be There azonban eloszlatta a kételyeket. A dal két hétig maradt listavezető, 1992. június 13-ától június 27-éig. Vezette az Adult Contemporary listát is.
Az I’ll Be There-t 1993-ban jelölték a legjobb, duó vagy együttes által előadott R&B dal kategóriában, de a díjat végül a Boyz II Men End of the Road című száma nyerte. (Érdekes módon az End of the Road megdöntötte az I’ll Be There eredeti változatának is a rekordját, amit mint a Motown kiadó legsikeresebb kislemeze ért el.)
A dal áttörést jelentett az addig főként csak hazájában elismert Carey számára, több országban is a legsikeresebb kislemeze lett. Vezette a slágerlistát Kanadában is, az Egyesült Királyságban, ahol a Top 5-be került, Ausztráliában pedig a 9. helyre. Európa számos országában, ahol Carey korábban nem aratott nagy sikereket, a Top 20-ba került.

## Változatok
CD kislemez (Európa)
1. I’ll Be There
2. So Blessed
3. Vanishing

CD kislemez (Európa)
1. I’ll Be There – 4:42
2. Can’t Let Go – 3:49
3. Love Takes Time – 3:49
4. So Blessed – 4:12

CD kislemez
1. I’ll Be There – 4:42
2. Vision of Love (Live) – 3:36
3. If It’s Over – 4:37
4. All in Your Mind – 4:43

## Helyezések
| Slágerlista (1992)                             | Legmagasabb helyezés |
| ---------------------------------------------- | -------------------- |
| USA Billboard Hot 100                          | 1                    |
| USA Billboard Hot R&B/Hip-Hop Singles & Tracks | 11                   |
| USA Billboard Adult Contemporary               | 1                    |
| USA ARC Weekly Top 40                          | 1                    |
| Ausztrál ARIA kislemezlista                    | 9                    |
| Brit kislemezlista                             | 2                    |
| Francia kislemezlistat                         | 16                   |
| Holland kislemezlista                          | 1                    |
| Kanadai kislemezlista                          | 1                    |
| Német kislemezlista                            | 34                   |
| Norvég kislemezlista                           | 10                   |
| Svájci kislemezlista                           | 20                   |